# الغواصة الألمانية يو-4712
الغواصة الألمانية يو-4712 هي غواصة من الفئة الثالثة والعشرين في بحرية ألمانيا النازية خلال الحرب العالمية الثانية. تم طلبها في 7 يوليو 1944، وتم وضعها في 3 يناير 1945 في من شركة فريدريش كروب بمدينة كيل، في الساحة رقم 954. تم إطلاقها في 1 مارس 1945 وتم تكليفها في أبريل 1945.

## سجل الخدمة
في 4 مايو 1945، تم إغراقالسفينة. في وقت لاحق تم رفع الحطام وتفكيكها لاحقا. 